# Carinatogecko
Carinatogecko é um género de répteis escamados da família Gekkonidae. Este pequeno género de apenas 2 espécies, que foi reconhecido recentemente, encontra-se distribuído pelo Irão e Iraque.

## Espécies
- Carinatogecko aspratilis
- Carinatogecko heteropholis